# 鹿野潤
鹿野 潤（しかの じゅん、6月5日 - ）は、日本の女性声優。大阪府出身。青二プロダクション所属。

## 経歴
神戸大学農学部卒業。青二塾大阪校17期生卒業。
2009年10月31日、滝下毅（青二プロダクション所属、2013年3月10日に死去）と婚姻。

## 人物
方言は大阪弁。
多数のアニメ、ドラマCD、テレビ等に出演している。
趣味はギター、パソコン、家庭菜園、サボテン栽培。特技はピアノ。
資格・免許は普通自動車免許、普通自動二輪車免許。

## 出演
太字はメインキャラクター。

### テレビアニメ
2002年
- アベノ橋魔法☆商店街（従者A、ナミコさん）
- ちょびっツ（メイドA/メイド）

2003年
- アストロボーイ・鉄腕アトム（子供）
- D.C. 〜ダ・カーポ〜（うどん屋の店員）

2004年
- 機動戦士ガンダムSEED DESTINY（ナース）

2006年
- 祝!(ハピ☆ラキ)ビックリマン（お守り）

2014年
- 戦国無双SP 真田の章

2015年
- 戦国無双（少年信之）

### OVA
- サクラ大戦 神崎すみれ 引退記念 す・み・れ（2002年、観客）
- エイケン エイケンヴより愛をこめて（2003年、美八留[7]）

### 劇場アニメ
- パルムの樹（2002年）

### ゲーム
2003年
- エイケン for PC 〜めくるめく電算室 エイケン仕立て〜（美八留）

2004年
- サモンナイト クラフトソード物語2（ディナ、パスゥ）
- シャイニング・ティアーズ（道具屋）
- NINJA GAIDEN（呉葉）
- ふらせら（レーカ）

2007年
- 戦国無双2 猛将伝（ガラシャ）
- NINJA GAIDEN Σ（呉葉）

2008年
- 無双OROCHI 魔王再臨（ガラシャ）
- ルーンファクトリー フロンティア（ガネーシャ、レオナ）

2009年
- 無双OROCHI Z（ガラシャ）

2011年
- 戦国無双3 猛将伝（ガラシャ）
- 戦国無双3 Z（ガラシャ）
- 戦国無双 Chronicle（ガラシャ）
- 無双OROCHI 2（ガラシャ）

2012年
- 戦国無双 Chronicle 2nd（ガラシャ、飯尾田鶴〈シナリオボイス〉）
- 龍が如く5 夢、叶えし者（ほのか）

2014年
- 戦国無双4（ガラシャ）

2015年
- 影牢 〜もう1人のプリンセス〜（エフェメラ）
- 戦国無双4-II（ガラシャ）
- 戦国無双4 Empires（ガラシャ）

2016年
- 戦国無双 〜真田丸〜（ガラシャ、少年信之）

2018年
- 無双OROCHI 3（ガラシャ）

2019年
- 戦国無双4 DX（ガラシャ）
- 無双OROCHI 3 Ultimate（ガラシャ）

2020年
- OVERHIT（シャーロット）

### ドラマCD
- Piaキャロットへようこそ!!3（2002年）
- エイケン（2003年、祇園紀加、東雲美八留）

### 吹き替え
- スケアクロウ（英語版）（グレッチェン）

### その他
- ザ・ミュージック（ナレーション）
- Disney Time
- NTT東日本 本社TVニュース（キャスター）
- 声優チャット
- あらぶんちょ！
- ホテル de 戦国無双 in新宿 ～明智の章～（緑川光と共に出演）

## ディスコグラフィ

### キャラクターソング
| 発売日        | 商品名                       | 歌                                     | 楽曲                   | 備考                             |
| ------------- | ---------------------------- | -------------------------------------- | ---------------------- | -------------------------------- |
| 2003年3月26日 | エイケン 萌える音楽室        | 美八留（鹿野潤）                       | 「トキメキとキラメキ」 | ラジオドラマ『エイケン』関連曲   |
| 2015年9月30日 | 戦国無双 ヴォーカル・ベスト2 | 明智光秀（緑川光）、ガラシャ（鹿野潤） | 「天真爛漫☆天下無双」  | ゲーム『戦国無双シリーズ』関連曲 |